# محمد خليل (دبلوماسي)
محمد خليل (الديفهية: މުޙައްމަދު ޚަލީލް, ولد في 29 أكتوبر 1965) هو دبلوماسي من جزر المالديف.

## المسيرة المهنية
في عام 1983، بعد إكمال تعليمه الثانوي في مدرسة المجيدية في مسقط رأسه ماليه، أصبح موظفاً حكومياً.
في عام 1994، حصل على شهادة في القانون البيئي والعلوم السياسية من جامعة جواهر نهرو حيث درس في الخارج. وفي عام 1995، تلقى تدريباً في إدارة الموارد البيئية في اليابان.
من 2002 إلى 2008، شغل منصب مدير مكتب سنغافورة ونائب مدير مكتب جزر المالديف في مركز التجارة التابع للحكومة المالديڤية.
كان مفوضاً سامياً لسنغافورة (بمستوى سفير) من 2008 إلى 2014.
في 16 يونيو 2019، عُين سفيراً للمملكة العربية السعودية من قبل إبراهيم محمد صوليح، رئيس جزر المالديف. وفي 23 أكتوبر من نفس العام، قدم أوراق اعتماده إلى الملك سلمان بن عبدالعزيز.
في 10 يوليو 2019، عُين سفيراً غير مقيم للكويت وسفيراً للأردن. وفي 5 ديسمبر 2021، قدم أوراق اعتماده إلى ملك الأردن عبد الله الثاني.
في 27 نوفمبر 2019، عُين سفيراً غير مقيم لعُمان. وفي 18 فبراير 2021، قدم أوراق اعتماده إلى سلطان عمان هيثم بن طارق.
في 17 أغسطس 2020، عُين سفيراً غير مقيم في البحرين. وفي 25 أغسطس 2021، قدم أوراق اعتماده إلى ملك البحرين حمد بن عيسى.
في 15 فبراير 2021، عُين أول سفير غير مقيم لفلسطين.